# 2019 au Mali
Cet article présente les faits marquants de l'année 2019 au Mali.

## Évènements
- 1er janvier : 37 civils peuls sont massacrés par des chasseurs dozos dogons à Koulogon ;
- 15 janvier : au moins 37 civils touaregs et combattants du MSA sont massacrés près de Ménaka, au Mali, par des djihadistes de l’État islamique dans le Grand Sahara.
- 17 mars : 23 soldats maliens sont tués dans une attaque du Groupe de soutien à l'islam et aux musulmans.
- 23 mars : massacre d'Ogossagou au Mali, au moins 160 civils peuls sont massacrés dans des violences inter-ethniques par des miliciens dogons.
- 9 et 10 juin : massacre de Sobane-Kou.
- 17 juin : massacre de Gangafani et Yoro.
- 17 juillet : combat de Fafa.
- 1er octobre : attaque de Boulikessi.
- 1er novembre : l'attaque du camp militaire d'Indelimane fait plus de 50 morts.
- 1er au 17 novembre : opération Bourgou IV au Mali et au Burkina Faso.
- 18 novembre : combat de Tabankort.
- 25 novembre : collision d'hélicoptères français au Mali.
- 20 et 21 décembre : combat de Wagadou.